# Belarima violacea
Belarima violacea is een keversoort uit de familie bladkevers (Chrysomelidae). De wetenschappelijke naam van de soort werd in 1846 gepubliceerd door Pierre Hippolyte Lucas.